# James Hillier
Pour les articles homonymes, voir Hillier.
James Hillier, né le 22 août 1915 à Brantford au Canada et mort le 15 janvier 2007 à Princeton au New Jersey, est un inventeur américano-canadien, né canadien et naturalisé américain en 1945. Il a participé à l'invention du microscope électronique à haute résolution en Amérique du Nord en 1938.

## Biographie
Né à Brantford de James et Ethel Hillier, il obtient son Baccalauréat en arts en 1937 dans le domaine des mathématiques et de la physique, puis sa Maîtrise en arts en 1938. Durant son doctorat à l'Université de Toronto, il travaille sur la mise au point d'un microscope électronique à transmission en reprenant la conception d'Ernst Ruska. En 1941, il obtient son doctorat.
En 1941, il part pour les États-Unis et joint Radio Corporation of America à Camden dans le New Jersey. Il devient directeur général des laboratoires de RCA en 1957, puis vice-président en 1958. Il prend ensuite le poste de vice-président de la branche recherche et développement (1969), puis vice-président exécutif et scientifique en chef (1976).
Hillier a passé des années à affiner le microscope électronique, ce qui lui permit de déposer 41 brevets.
Il prend sa retraite en 1977, et il passe son temps à conseiller le tiers monde sur le rôle des technologies et à promouvoir l'enseignement des sciences. La fondation James Hillier attribue tous les ans des bourses à des étudiants de science.
En 1936, il se marie avec Florence Marjory Bell, et a avec elle 2 enfants. Son épouse est décédée en 1992.

## Honneurs
- 1950 : ouverture de l'école publique James Hillier à Brantford ;
- 1960 : Prix Albert Lasker pour la recherche médicale fondamentale ;
- 1980 : membre du National Inventors Hall of Fame ;
- 1981 : Founders Medal du Institute of electrical and electronics engineers;
- 1997 : Officier honoraire de l'Ordre du Canada[1]

## Compléments